# Antonio Ambrosi

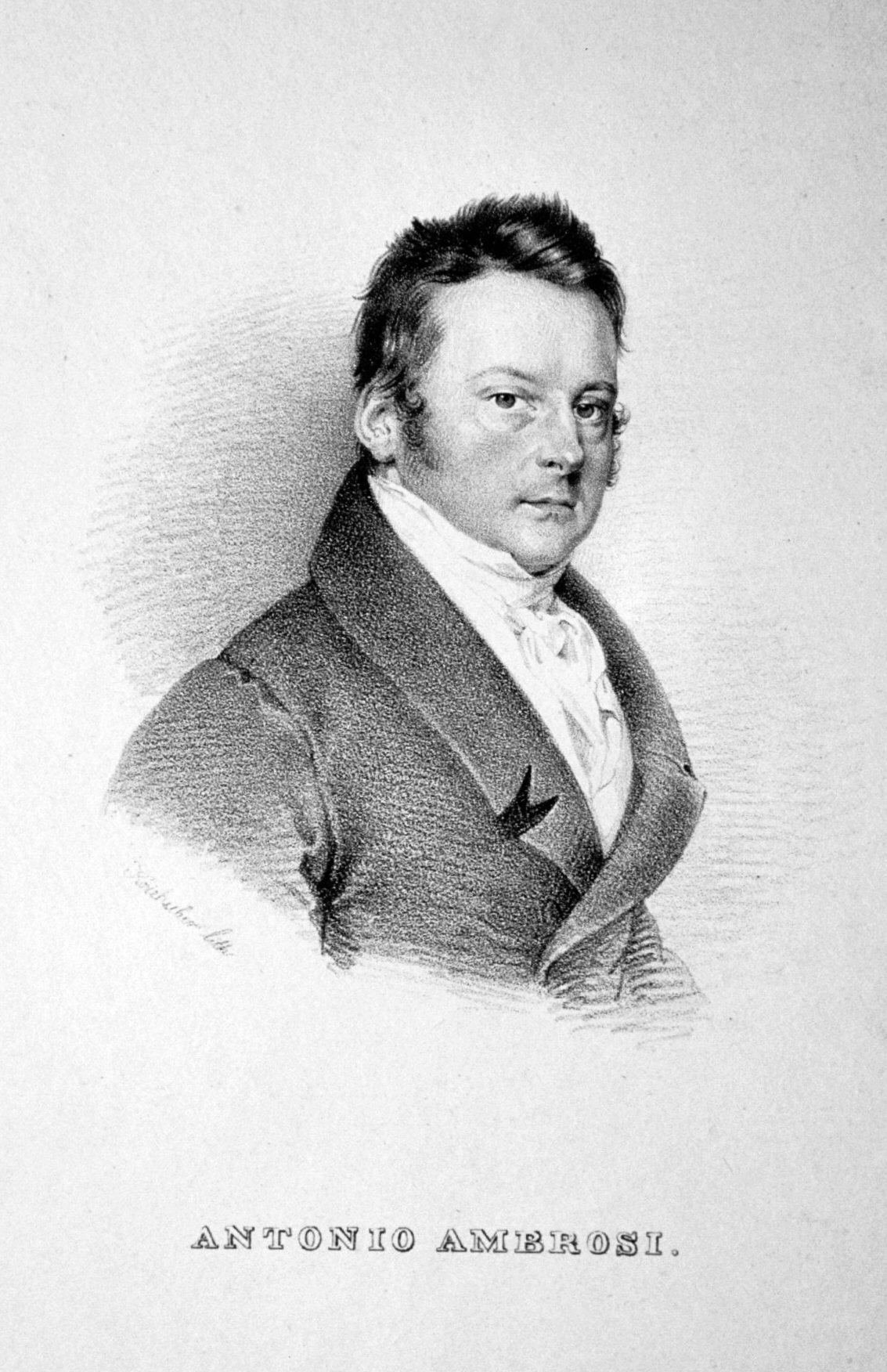
Antonio Ambrosi, 1825 circa - Litografia di Josef Kriehuber

Antonio Ambrosi (Venezia, 1786 – ...) è stato un cantante lirico italiano.

## Biografia
Fu a Milano e Vienna, dove diede splendide interpretazioni di basso. Particolarmente pregevole la sua interpretazione del Podestà ne La gazza ladra di Gioachino Rossini.